# Dzintars Lācis
Dzintars Lācis –en ruso, Дзинтар Лацис– (Jelgava, 18 de mayo de 1940–Riga, 17 de noviembre de 1992) fue un deportista soviético de origen letón que compitió en ciclismo en la modalidad de pista. Ganó una medalla de oro en el Campeonato Mundial de Ciclismo en Pista de 1967, en la prueba de persecución por equipos.
Participó en dos Juegos Olímpicos de Verano, en la disciplina de persecución por equipos, ocupando el cuarto lugar en México 1968 y el quinto lugar en Tokio 1964.

## Medallero internacional
| Campeonato Mundial | Campeonato Mundial        | Campeonato Mundial | Campeonato Mundial          |
| Año                | Lugar                     | Medalla            | Competición                 |
| ------------------ | ------------------------- | ------------------ | --------------------------- |
| 1967               | Ámsterdam ( Países Bajos) | Medalla de oro     | Persecución por equipos (A) |